# Саинтини, Натанаэль
Натанаэль Рубе́н Сентини́ (фр. Nathanaël Ruben Saintini; род. 30 мая 2000, Лез-Абим, Гваделупа) — французский и гваделупский футболист, защитник клуба «Сьон», на правах аренды выступающий за «Мартиг»
У Сентини гваделупские корни, поэтому он принял приглашение выступать за сборную этой страны.

## Клубная карьера
Саинтини — воспитанник клубов «Абим», «Оуилин-Лион», «Сент-Прё» и «Монпелье». В 2017 году Натанаэль дебютировал за дублирующий состав клуба. В 2018 году он выступал за «Шоле». В 2019 году Саинтини перешёл в швейцарский «Сьон», где начал выступать за дублирующий состав. В 2020 году игрок на правах аренды перешёл в люксембургский «Титус Петанж». По окончании аренды Натанаэль вернулся в «Сьон». 7 августа 2021 года в матче против «Янг Бойз» он дебютировал в швейцарской Суперлиге.

## Международная карьера
22 марта 2023 года в товарищеском матче против сборной Кабо-Верде Саинтини дебютировал за сборную Гваделупы. В 2023 году Натанаэль принял участие в Золотом кубке КОНКАКАФ.

## Достижения
«Кривбасс»
- Бронзовый призёр чемпионата Украины: 2023/24